# Зулца
Зулца (њем. Sulza) општина је у њемачкој савезној држави Тирингија. Једно је од 93 општинска средишта округа Зале-Холцланд. Према процјени из 2010. у општини је живјело 303 становника. Посједује регионалну шифру (AGS) 16074095.

## Географски и демографски подаци
Зулца се налази у савезној држави Тирингија у округу Зале-Холцланд. Општина се налази на надморској висини од 212 метара. Површина општине износи 4,0 km². У самом мјесту је, према процјени из 2010. године, живјело 303 становника. Просјечна густина становништва износи 77 становника/km².